# 碘酸铵
碘酸銨（英文：Ammonium iodate）是一个无机化合物，化学式为NH4IO3。與還原劑、有機物或易燃物如硫、磷或金屬粉末等混合可形成爆炸性混合物。受熱分解產生有毒的碘化氫和氮氧化物。應用上，作用氧化劑使用。

## 制备
碘酸铵可由碘酸和氨水反应得到：
{\displaystyle {\ce {HIO3 + NH3*H2O -> NH4IO3 + H2O}}}
从溶液中可以结晶出无色晶体。

## 性质
碘酸铵在145~165 °C开始分解，在180 °C发生爆炸。其分解按下式进行：
{\displaystyle {\ce {18 NH4IO3 -> 2HI3O8 + 6 I2 + 35 H2O + 3 N2O ^ + 6 N2 ^}}}